# Sybra inermis
Sybra inermis là một loài bọ cánh cứng trong họ Cerambycidae.